# Inbox by Gmail
Inbox by Gmail era un'app creata da Google per Android, iOS, e per i browser Chrome, Firefox e Safari. L'applicazione è stata ideata per migliorare la produttività e la gestione delle mail permettendo all'utente di posticipare gruppi o singole mail e di ricevere oltre alle mail promemoria basati su posizioni e luoghi e promemoria in base alle tue esigenze (come i dettagli dei tuoi acquisti on-line in un tab dedicato).
Nel settembre 2018, Google ha annunciato che il servizio sarebbe stato terminato a marzo 2019. Google ha definito Inbox come "un posto nel quale sperimentare nuove idee" e ha evidenziato che molte di queste idee fanno ora parte di Gmail. L'azienda ha infatti affermato di voler andare avanti e focalizzare le proprie risorse su un sistema di posta elettronica singolo.

## Storia
Inbox è stato ufficialmente lanciato come beta il 22 ottobre 2014. All'inizio serviva un invito per accedere ad Inbox, il quale poteva essere condiviso con un numero limitato di mail, ma il 28 maggio 2015 Google ha annunciato la disponibilità dell'applicazione sul Google Play Store, e quindi la sua ufficializzazione al pubblico. Il 24 luglio 2015 Google ha aggiunto un pulsante "Annulla invio" che permette all'utente di eliminare la mail prima della sua spedizione entro 10 secondi dal suo invio.
Il servizio è stato interrotto il 2 aprile 2019; alcune funzionalità sono state integrate in Gmail.

## Funzionamento
Quando l'utente entra in Inbox, i server di Google scansionano la casella di posta e categorizzano le informazioni importanti e quelle simili fra loro, quindi cataloga le mail importanti prima e quelle simili in "gruppi" nominati per tipo (esempio: "Social", "Promozioni" o "Acquisti"). Converte inoltre indirizzi o coordinate geografiche in link di Google Maps e le mail di conferma delle compagnie aeree in una mail intuitiva sullo stato del volo. L'utente può creare un gruppo personalizzato così come in Gmail, con la differenza che i gruppi si possono comportare da "promemoria" quindi l'utente può ricevere una notifica da quel gruppo in un tempo stabilito e posticipare in una volta tutte le mail contenute in quel gruppo. Ci sono poi delle gestures, come uno scorrimento a sinistra per archiviare le mail o uno a destra per posticipare una mail. Le mail sono mostrate in ordine cronologico, con il messaggio più recente in alto. Nell'applicazione è presente un bottone rosso con un "+" che se premuto rimanda alle mail più contattate per scrivere una mail velocemente oppure scrivere una mail ad un altro destinatario; è presente anche un tasto a forma di "ticket" il quale permette di far conoscere ad un amico l'applicazione.

## Accoglienza
Il design dell'applicazione è stato molto apprezzato da diversi siti che ne hanno anche sottolineato la stabilità e la sua usabilità come sostituta di Gmail. The Verge ha definito l'applicazione "facile da usare, minimalista e adorabile".